# 龙头岩

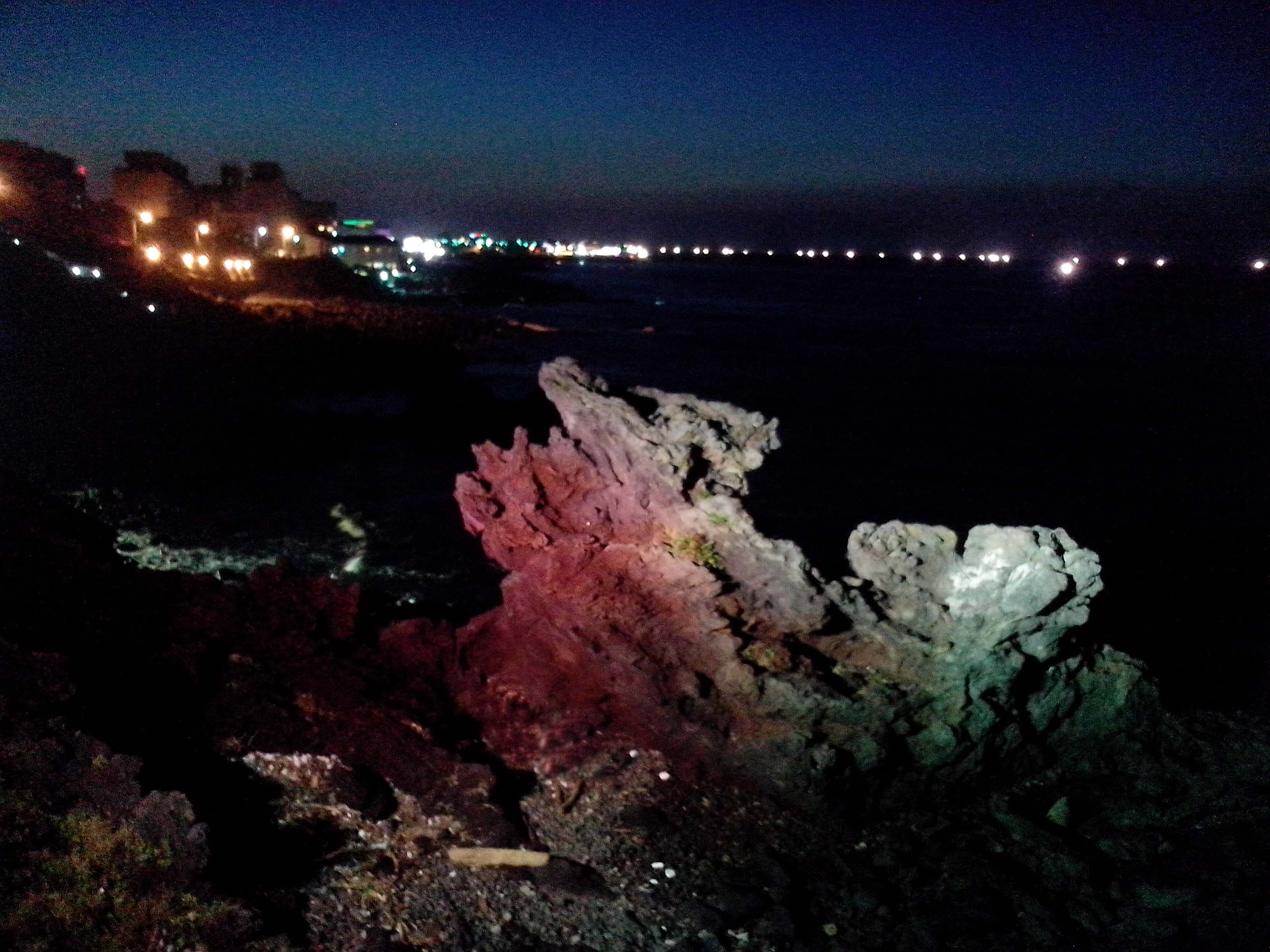
夜景中的龙头岩

龙头岩（韓語：용두암）位于韩国济州岛的济州市龙潭洞海岸，是200万年前汉拏山火山熔岩冷却后而形成的巨大火山岩。龙头岩高10米长30米，因形似龙头，故得名龙头岩。